# Triabunna
Triabunna (796 habitants) est un petit village sur la côte est de la Tasmanie en Australie à 84 km au nord-est de Hobart sur la Tasman Highway et dans la baie de Spring Bay.
Le nom du village est en langue aborigène locale celui de la Gallinule de Tasmanie. Le village a été créé en 1830 pour servir de casernement au 63e régiment.
Le village est situé à proximité de Maria Island et y est relié par un ferry.